# Huaröds kyrka
Huaröds kyrka är en kyrkobyggnad i Huaröd cirka 29 kilometer sydsydost om Kristianstad och 24 kilometer öster om Hörby. Den tillhör Degeberga-Everöds församling i Lunds stift.

## Kyrkobyggnaden
Kyrkan byggdes omkring 1200 i romansk stil. Den har genomgått många förändringar under åren och det enda som återstår av den ursprungliga byggnaden är koret. I slutet av 1700-talet gjordes långhuset om och korsarmarna tillkom. Västtornet uppfördes först 1883.

## Inventarier
Dopfunten i sandsten är från 1200-talets början. 1687 fick kyrkan sin nuvarande predikstol. Fresken i koret målades 1953 av Pär Siegård. Den föreställer uppståndelsens under.

### Orgel
- Tidigare användes ett harmonium i kyrkan.
- Den nuvarande orgeln byggdes 1952 av A. Mårtenssons Orgelfabrik AB, Lund och är en pneumatisk orgel med slejflådor. Orgeln har en fast kombination.

| Huvudverk I   | Svällverk II      | Pedal          | Koppel   |
| Rörflöjt 8'   | Kvintadena 8'     | Gedacktbas 16' | I/P      |
| Principal 4'  | Gemshorn 4'       | Oktavbas 8'    | II/P     |
| Nasat 2 2/3'  | Blockflöjt 2'     |                | II/I     |
| Mixtur 4 chor | Svegel 1'         |                | II 16'/I |
|               | Crescendosvällare |                |          |

## Bildgalleri

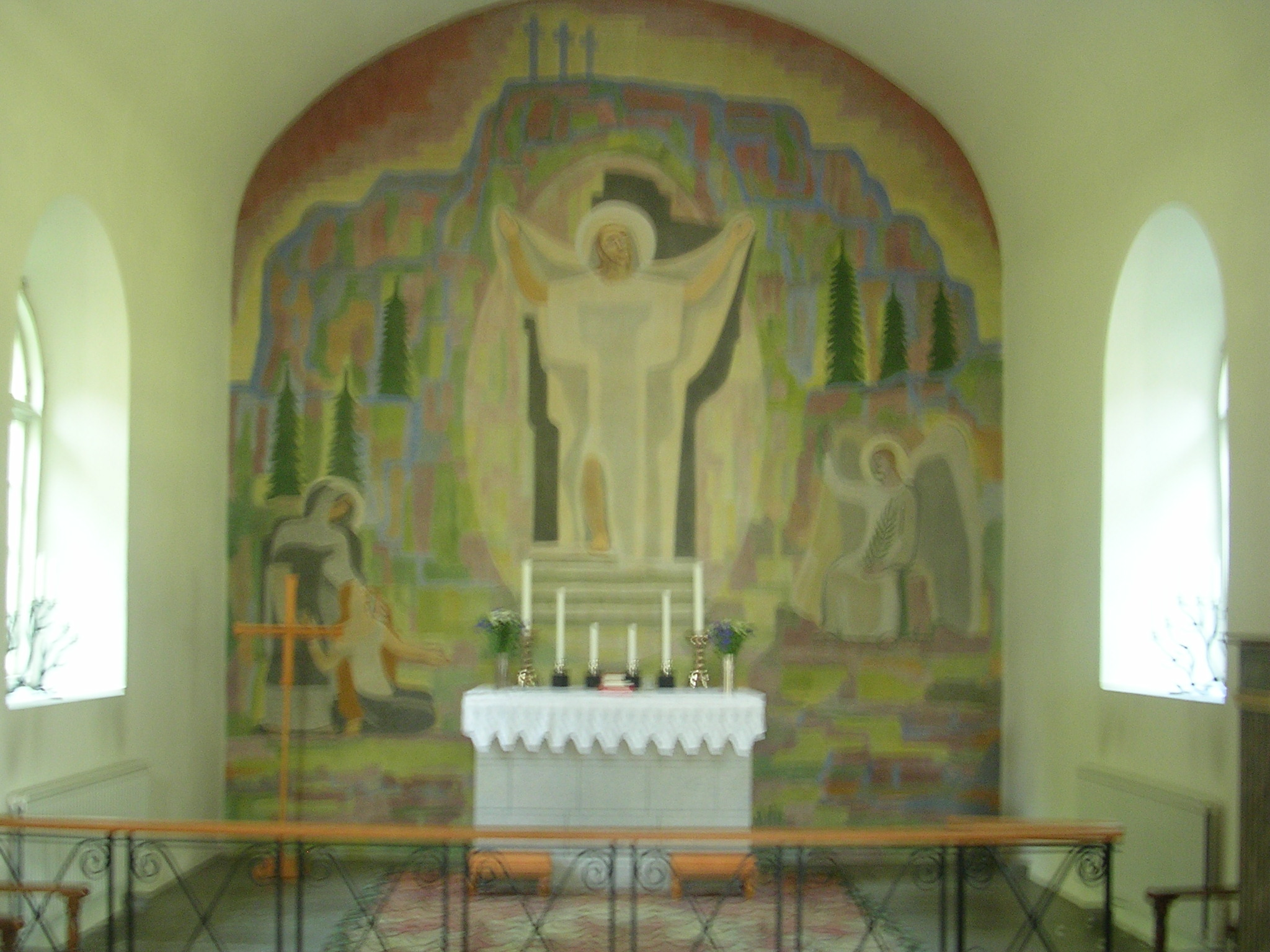
Koret med fresken
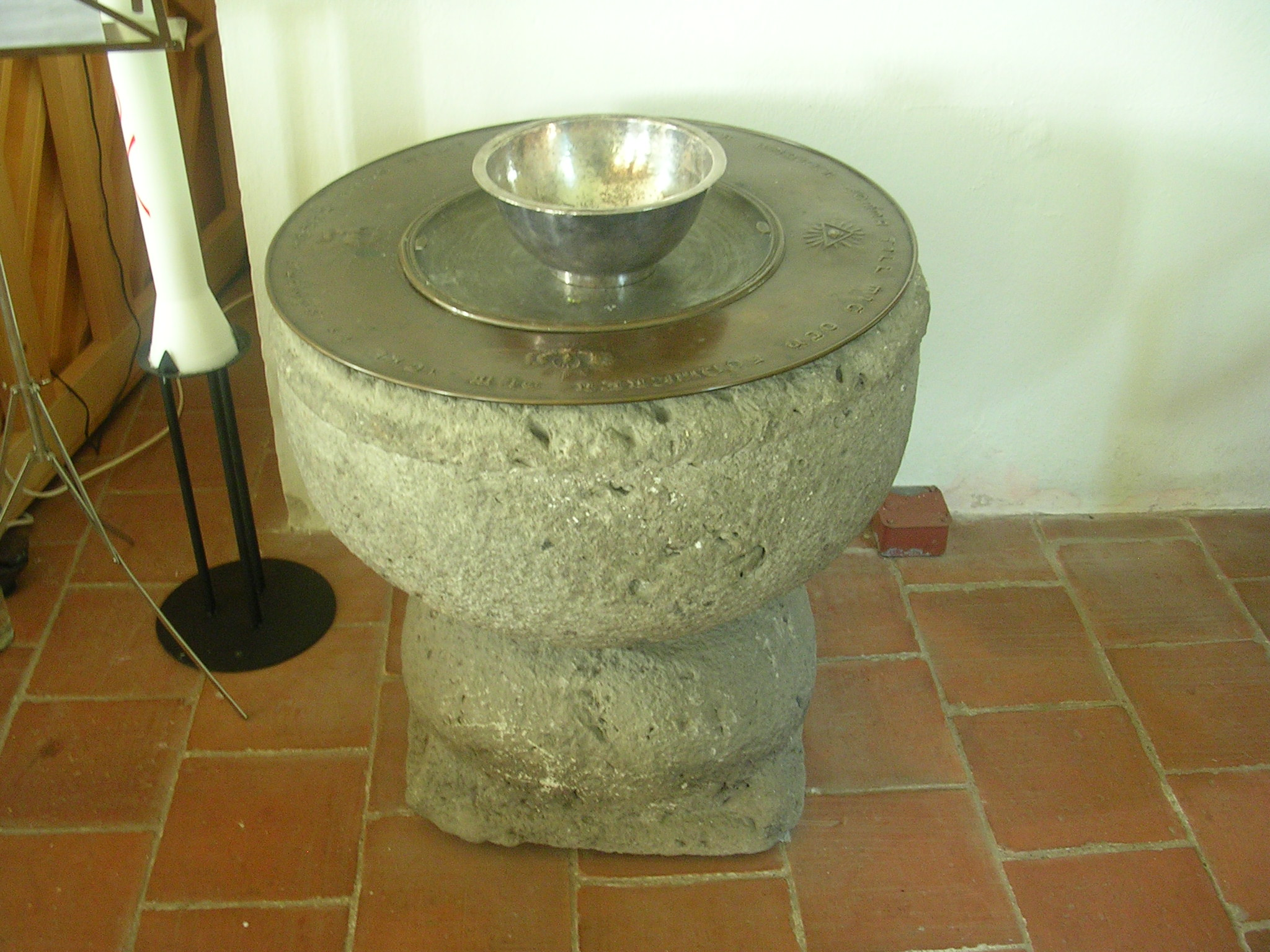
Dopfunten
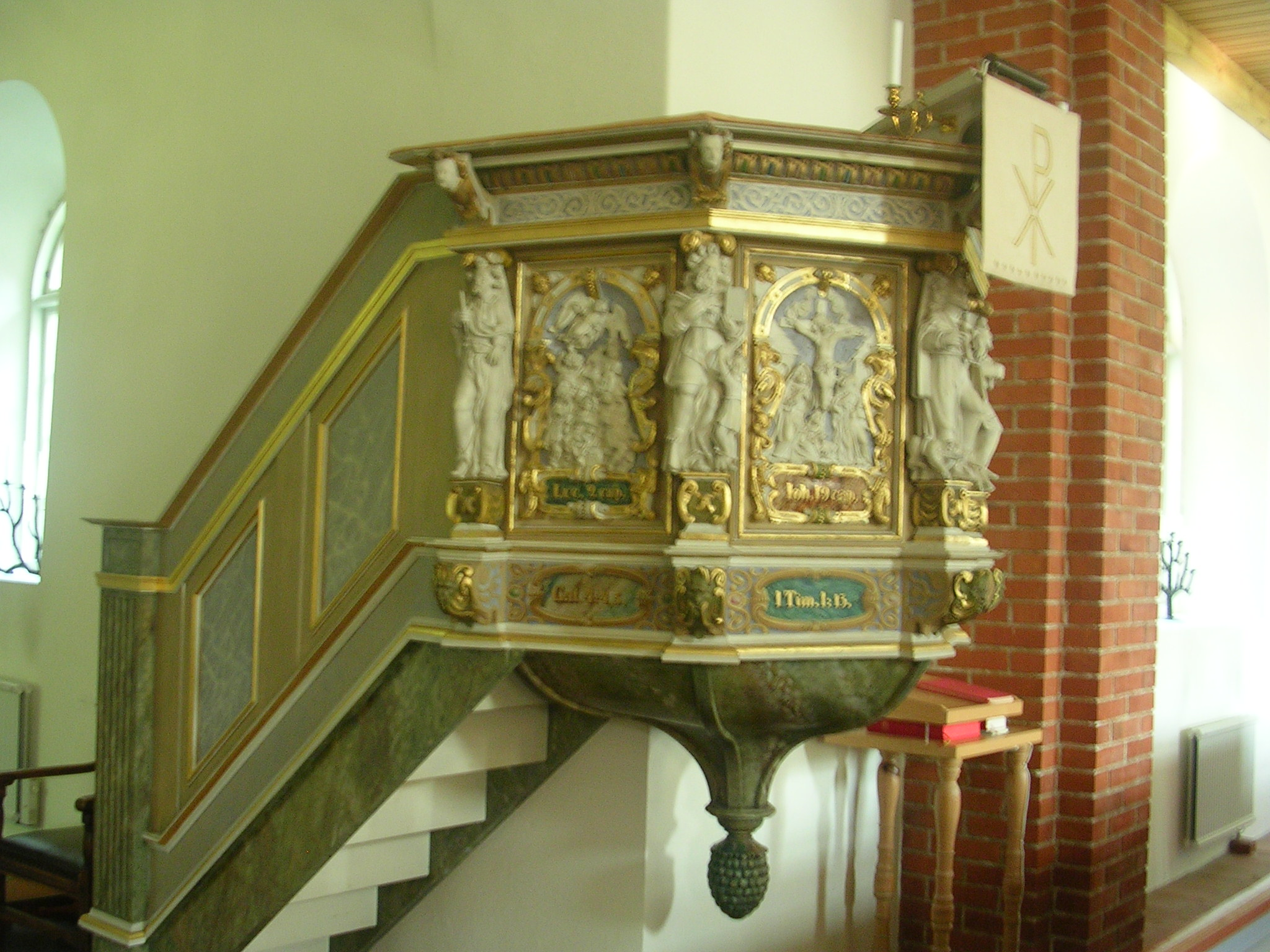
Predikstolen
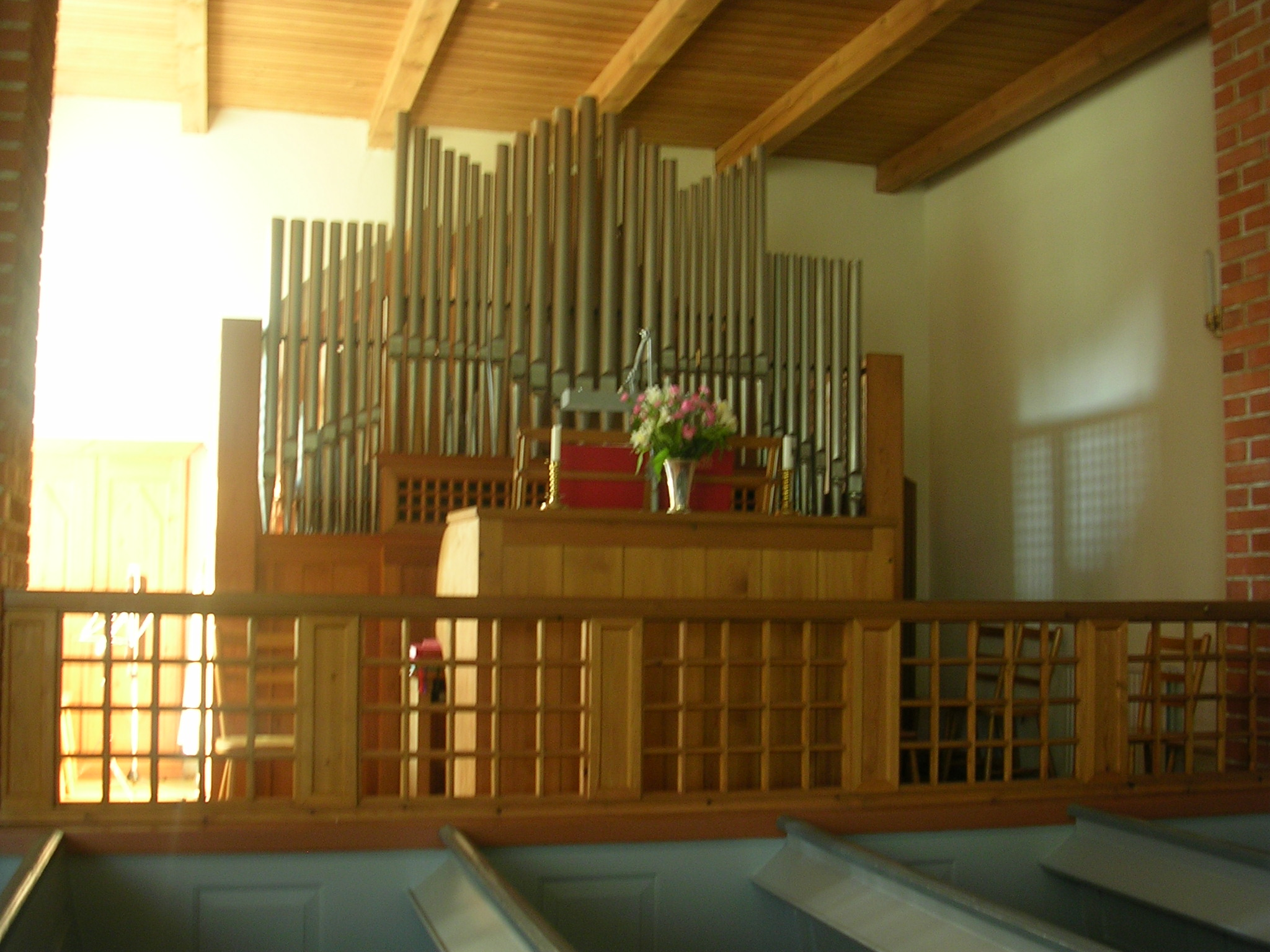
Orgeln